# Наленч (герб)
Наленч (пол. Nałęcz, Choczennica, Łęczuch, Nalancz, Nalencz, Nałęczyta, Nałonie, Pomłość, Toczennica, Toczenica) — польский дворянский герб.

## Описание герба
В красном поле белая головная повязка, образующая концами своими Андреевский крест; над шлемом видны два оленьих рога, между которыми три страусовых пера, пробитых стрелой. Герб этот принадлежал первоначально потомству полянского князя Попеля, которое переселилось в Померанию и называлось герцогами Штольпенскими. У некоторых родов герб этот отличается тем, что между оленьими рогами в нашлемнике стоит девица с повязкой на голове и держит рога руками. Это герб гр. Остророгов. Наленч, положенный вверх концами, со звездой посередине и с крестом на вершине образует герб Здзитовецкий.

## Герб используют
Андржеевские (Andrzejowski), Бачковские (Baczkowski), Бадорацкие (Badoracki), Барановские (Baranowski), Бартолони (Bartoloni), Батыцкие (Batycki), Бончковские (Baczkowski), Бонклевские (Baklewski), Беклевские (Бенклевские, Beklewski), Бендонские (Bendonski), Бенглевские (Benglewski), Берские (Berski), Бетюн (Bethune), Беляковские (Bielakowski), Блендовские (Bledowski), Блоневские (Bloniewski), Блонские (Blonski), Боболецкие (Bobolecki), Бобровские (Bobrowski), Болоховец (Bolochowiec), Болконские (Bolkonski), Бонюшко (Boniuszko), Барковские (Barkowski), Борса (Borsa, Borsza), Боржковские (Borzkowski), Бродские (Brodzki), Брудзевские (Brudzewski), Букоемские (Bukojemski, Bukoiemski), Буза (Buza), Бужанские (Buzanski), Харбицкие (Charbicki), Хелмицкие (Chelmicki), Хиновские (Chinowski), Хлебицкие (Chlebicki), Хмель (Chmiel), Ходаковские (Chodakowski), Хвалибоговские (Chwalibogowski), Цихоцкие (Cichocki), Цехановичи (Ciechanowicz), Цвиклинские (Cwiklinski), Чарнковские (Czarnkowski), Часонские (Czasonski), Даровские (Darowski), Домбровские (Dabrowski), Дершторф (Dersztorff), Длуские (Dluski), Доброславские (Dobroslawski), Добровольские (Dobrowolski), Домаславские (Domaslawski, Domoslawski), Денисевичи (Dzenisevichy, Denisevichi), Дрогичинские (Drohicinski, Drohiczynski), Дрогинские (Drohinski), Дройчевские (Droyczewski), Дружбицкие (Druzbicki), Држевицкие (Drzewicki), Држевецкие (Drzewiecki), Дворчинские (Dworczynski), Дворники (Dwornik), Дыбовские (Dybowski, Dybowski v. Dybowa), Дыленговские (Dylagowski), Дылевские (Dylewski), Дылкевичи (Dylkiewicz), Дымберги (Dymberg), Дымидецкие (Dymidecki), Дзбанские (Dzbanski), Дзержикрай (Dzierzykraj, Dzierzykraj-Morawski, Dzierz'ykray), Дзеверженские (Dziewierzewski), Фельнеровичи (Felnerowicz), Филицкие (Filicki), Филипецкие (Filipecki), 
Фрадынские ((Fradynski) Bolshakovy), Гаевские (Gajewski), Гаварецкие (Gawarecki), Гембицкие (Gembicki), Гиганские (Giganski), Гильбашевские (Gilbaszewski), Гижицкие (Gizycki), Глищинские (Gliszczynski), Гловачи (Glowacz), Голяны (Golian), Голиковские (Golikowski), Голышевские (Golyszewski), Гурские (Горские, Gorski), Горженские (Gorzenski), Горжицкие (Gorzycki), Горжинские (Gorzynski), Горавские, Гославские (Goslawski), Гостомские (Gostomski), Гощинские (Goszczynski), Громбчевские (Grabczewski), Гроховальские (Grochowalski), Гродзецкие (Grodziecki), Гржеевские (Grzejewski), Гржимиславские (Grzymislawski), Гурские (Gurski), Герстопские (Herstopski), Горышевские (Horyszewski, Horyszowski), Идзиковские (Idzikowski), Иликовские (Ilikowski), Иловецкие (Ilowiecki), Имбрам (Imbram), Яблоновские (Jablonowski), Якуши (Jakusz), Яловицкие (Jalowicki), Ялымовские (Jalymowski), Ямонтт (Jamontt), Янчевские (Janczewski), Яницкие (Janicki), Яновские (Janowski), Ярчевские (Jarczewski), Яргонские (Jargonski), Яргоские (Jargoski), Яржимские (Jarzymski), Ясенские (Jasienski), Явецкие (Jawecki), Еленские (Jelenski), Елинские (Jelinski), Еловичи (Jelowicz), Ендржеевские (Jendrzejowski, Jedrzejowski), Ежевские (Jezewski, Jezewski de Witk v. Wittk), Ежовские (Jezowski), Йодковские (Jodkowski, Iodkowski), Качковские (Kaczkowski), Калинские (Kalinski), Калишковские (Kaliszkowski), Калитовские (Kalitowski), Каменские (Kamienski), Камперы (Kampiery), Каневецкие (Kanewetski), Каневские (Kaniewski), Кавалевские (Kawalowski), Казанские (Kazanski), Консиновские (Касиновские, Kasinowski), Кендзерские (Kedzierski), Кеншицкие (Keszycki), Келбасы (Kielbasa, Kielbasy), Кишевские (Kiszewski), Клокоцкие (Klokocki), Клоновские (Кленовские, Klonowski), Кобержицкие (Kobierzycki), Кобылецкие (Кобелецкие, Kobylecki, Kobelecki), Кобыльницкие (Kobylnicki), Коцело (Kocielo), Кочаны (Koczan, Koczan Koczanowski), Кочановские (Koczanowski), Коморницкие (Komornicki), Коморовские (Komorowski), Коркуц (Korkuc), Коржановичи (Korzanowicz), Корженевские (Korzeniewski, Korzeniowski), Костецкие (Kostecki), Козловские (Kozlowski), Козьмян (Kozmian), Козьминские (Kozminski), Красовские (Krasowski), Крашковские (Kraszkowski), Круховские (Kruchowski), Крушковские (Kruszkowski), Куликовские (Kulikowski, Kulikowski Uszak, Kulikowski-Uszak), Куновские (Kunowski), Куровские (Kurowski), Кушицкие (Kuszycki), Квасьневские (Kwasniewski), Ляховские (Lachowski), Лязанские (Lazanski), Лекчинские (Lekczynski), Лесецкие (Lesiecki), Леженские (Lezenski), Лезницкие (Leznicki), Либорчаи (Liborczaj), Липки (Lipka), Липпи (Lippi), Любинские (Lubinski), Любодзейские (Lubodziejski, Lubodzieyski), Львовские (Lwowski), графы и дворяне Лакуцевичи (Локуцевичи), Лашовские (Laszowski), Лончковские (Laczkowski), Ланчинские (Lancynski, Laczynski), Лонковские (Lakowski), Лонжинские (Lazynski), Ленцкие (Lecki), Лешкевичи (Leszkiewicz) Лукинские (Lukinski), Лонецкие (Loniecki), Лоневские (Loniewski), Ловецкие (Lowecki, Lowiecki), Лубковские (Lubkowski), Лущевские (Luszczewski, Luzczewski), Мазуровские (Mazurowski), Мажуровские (Mażurowski), Маевские (Majewski), Малицкие (Malicki), Малинские (Malinski), Мальские (Malski), графы и дворяне Малаховские (Malachowski, v. Malachowsky), Малыские (Malyski), Марцинковские (Marcinkowski), Масловские (Maslowski), Михалицкие (Michalicki), Мицкевичи (Mickiewicz, Miczkiewicz), Митрашевские (Mitraszewski), Мниские (Mniski), Модльские (Modlski), Мольские (Molski), Моравские (Morawski, Morawski Dzierzykray z Chomecic), графы и дворяне Мощенские (Moszczenski, v. Mosczensky, Moszczynski), Мощинские (Moszczynski), Мошинские (Moszynski), Мроцкие (Mrocki), Мрочковские (Mroczkowski), Мрозовские (Mrozowski), Мысловские (Myslowski), Наленч (Nalecz), Напаханские (Napachanski), Ницкие (Nicki), Нич (Nicz), Немержа (Niemierza), Неналтовские (Nienaltowski), Неневские (Nieniewski), Непокойчицкие (Niepokojczycki, Niepokoyczycki), Неселовские (Niesiolowski), Неслуховские (Niesluchowski), Ниненские (Ninienski), Ниневские (Niniewski), Ноевские (Nojewski), Новодворские (Nowodworski), Обезерские (Obiezierski), Оборские (Oborski), Одаховские (Odachowski), Одрживольские (Odrzywolski), Орховские (Orchowski), Осинские (Osinski), Остропольские (Ostropolski), графы и дворяне Остророги (Ostrorog), Островские (Ostrowski), Ожаровские (Ozarowski), Падаржевские (Padarzewski), Парчевские (Parczewski), Пароль (Паруль, Parol, Parul), Парсклинские (Parsklinski), Петрашкевичи, Петриковские (Petrykowski), Пенхоржевские (Pechorzewski), Пясецкие (Piasecki), Пегловские (Pieglowski, Piglowski), Перские (Pierski), Пилявские (Pilawski), Пиноци (Pinoci), Пиотровины (Петровины, Piotrowin), Пироские (Piroski), Пневские (Pniewski), Подкоцкие (Podkocki), Подлецкие (Podlecki), Подольские (Podolski), Поклековские (Poklekowski z Poklekowa), Поленские (Polaski), Полюховичи (Poluchowicz), Попели (Popiel), Попельские (Popielski),Поповецкие,Поповицкие (Popovicki), Поповские (Popowski), Порадзинские (Poradzinski), Поржинские (Porzynski), Прусимские (Prusimski), Прушинские (Pruszynski), Пржебора (Przebora), Пржетоцкие (Przetocki), Пржибыславские (Przybyslawski), Рачковские (Raczkowski), Рачинские (Raczynski), Радзицкие (Radzicki), Регацкие (Regacki), Рогаские (Rogaski), Рокитницкие (Rokitnicki), Рокшицкие (Rokszycki), Ростворовские (Rostworoski, Rostworowski), Розваровские (Rozwarowski), Руцинские (Rucinski), Рудницкие (Rudnicki), Руликовские (Rulikowski), Руновские (Runowski), Русян, Руссиян (Русиан, Rusian, Russyan), Рыхловские (Rychlowski), Садокерские (Sadokierski), Садовские (Sadowski), Семпельборские (Sempelborski), Серницкие (Sernicki), Сетницкие (Setnicki), Семпельборские (Sepelborski), Седлецкие (Siedlecki), Сеправские (Sieprawski), Серошевские (Sieroszewski), Сержховские (Sierzchowski), Ситанские (Sitanski), Скалавские (Skalawski), Скалецкие (Skalecki), Скаршевские (Skarszewski), Скавлавские (Skawlawski), Скоморовские (Skomorowski), Скробачевские (Skrobaczewski), Скубашевские (Skubaszewski), Славинские (Slawinski), Сленские (Sleski, Slezki), Слонковские (Slonkowski), Сметанка (Smietanka), Собещанские (Sobiesczanski, Sobieszczanski), Собоцкие (Sobocki), Соха (Socha), Сокольницкие (Sokolnicki), Сосновские (Sosnowski), Созанские (Sozanski), Становские (Stanowski), Старчевские (Starczewski), Старогродские (Starogrodzki), Старорыпинские (Starorypinski), Ставярские (Stawiarski), Ставинские (Stawinski), Струмило (Струмилло, Strumillo, Strumilo), Стржиковские (Strzykowski), Сулицкие (Sulicki), Суские (Suski), Суйские (Suyski), Сварчевские (Swarczewski), Сварышевские (Swaryszewski), Свеправские (Swieprawski), Сыпковские (Sypkowski), Шадокерские (Szadokierski), Шамотулы (Szamotula), Шамотульские (Szamotulski, z Szamotul), Шубинские (Szubinski), Шуйские (Szujski, Szuyski), Танские (Tanski), Тлукомские (Tlukomski), Толибовские (Tholibowski, Tolibowski), Топлицкие (Toplicki), Топольские (Topolski), Тржиенские (Trzyenski), Тулибовские (Tulibowski), Тупальские (Tupalski), Тушинские (Tuszynski), Тыминские (Tyminski), Тыницкие (Tynicki), Тыржинские (Tyrzynski), Удрицкие (Удржицкие, Udrycki, Udrzycki), Ушаки (Uszak, Uszak Kulikowski), Варденские (Wardeski), Вассовские (Wassowski), Ваткевичи (Watkiewicz), Ватковские (Watkowski), Вонсовские (Wasowski), Вестховские (Westchowski), Велендко (Wieladka, Wieladko), Вельжинские (Wielzynski), Венецкие (Wieniecki), Вершовские (Wierszowski), Вержбинские (Wierzbinski), Вержбовские (Wierzbowski), Вержхачевские (Wierzchaczewski), Вильга (Wilga), Вильк (Wilk), Вильковские (Wilkowski), Вилькчицкие (Wilkczycki), Вильксицкие (Wilxycki), Витовские (Witowski), Влынские (Wlynski), Водецкие (Wodecki, Wodecki z Wodek), Войцеховские (Wojciechowski), Войничи (Wojnicz, Woynicz), Войно (Wojno, Woyno), Вольские (Wolski), Войнеславские (Woynieslawski), Войновские (Woynowski), Войславские (Woyslawski), Вуйциковские (Wujcikowski), Загаевские (Zagajewski), Зарчицкие (Zarczycki), Зарчинские (Zarczynski), Заржинские (Zarzynski), Збанские (Zbanski, Zbaski), Зигмунтовичи, Злотопольские (Zlotopolski), Зоравские (Zorawski), Жабицкие (Zabicki), Жарчинские (Zarczynski), Жебровские (Zebrowski), Жолондковские (Zoladkowski), Жолендковские (Zoledkowski), Жидовские (Zydowski).
Наленч изм.Чарнковские (Czarnkowski), Длуские (Dluski z Dlugiego), Држевецкие Борши (Drzewiecki Borsza), Дыбовские (Dybowski), Козьминские (Kozminski), Лачинские (Laczynski), Мазуровские, Мажуровские (Mazurowski, Mażurowski), Моравские (Morawski), Мошинские (Moszynski), Новоселецкие (Nowosielecki), Новосельские (Nowosielski), Пиравские (Pirawski), Сосновские (Sosnowski), Шавловские (Szawlowski), Здзитовецкие (Zdzitowiecki).
Наленч IIБеклевские (Beklewski), Бродские (Brodzki), Хелмицкие (Chelmicki), Яблонские (Jablonski), Ярчевские (Jarczewski), Качковские (Kaczkowski), Калишковские (Kaliszkowski), Каменские (Kamienski), Каневские (Kaniewski), Лашовские (Laszowski), Лашинские (Laszynski), Мановские (Manowski).